# Antarcturus oryx
Antarcturus oryx is een pissebed uit de familie Antarcturidae. De wetenschappelijke naam van de soort is voor het eerst geldig gepubliceerd in 1902 door zur Strassen.